# کلاه، کت و دستکش
کلاه، کت و دستکش (انگلیسی: Hat, Coat and Glove) فیلمی در ژانر درام است که در سال ۱۹۳۴ منتشر شد.